# Juliet (singel Lawson)
Juliet – jest to szósty singel brytyjskiej grupy muzycznej Lawson z reedycji ich debiutanckiego albumu studyjnego Chapman Square, wydany 11 października 2013 roku w Wielkiej Brytanii. Twórcami tekstu są Andy Brown, Carl Falk, Eric Turner, Michel Zitron, a producentem Carl Falk.

## Teledysk
Teledysk miał swoją premierę 1 września 2013 roku, a jego reżyserem jest Carly Cussen. Klip przedstawia kobietę, graną przez aktorkę i modelkę Kelly Brook, która próbuje wykorzystać swoje wdzięki, by uwieść bogatego mężczyznę i otruć go.

## Format wydania
Digital download
1. "Juliet" – 3:14

CD Single
1. "Juliet" – 3:14
2. "Juliet" (7th Heaven Radio Edit) - 3:59
3. "Juliet" (Cahill Radio Edit) - 3:37

## Pozycje na listach
| Lista                 | Najwyższa pozycja |
| --------------------- | ----------------- |
| Irlandia (IRMA)       | 32                |
| Polska (ZPAV)         | 3                 |
| Szkocja (OCC)         | 3                 |
| Wielka Brytania (OCC) | 3                 |